# HD 116303
HD 116303，又名BD+44 2269，SAO 44582、HR 5045，是一颗恒星，视星等为6.35，位于銀經104.7，銀緯72.12，其B1900.0坐标为赤經13h 17m 41.4s，赤緯+44° 72.12′ 34″。